# 選出もしくは任命された女性の政府首脳の一覧

独立以降、以下の女性が登場した国家
女性の政府の長
女性の国家元首
女性の国家元首にして政府の長（君主は除く）
女性の国家元首と女性の政府の長（君主は除く）

この項目は選出もしくは任命された女性の政府の長の一覧（せんしゅつもしくはにんめいされたじょせいのせいふのちょうのいちらん）である。本リストには国家元首を兼ねている女性は記載せず、選出もしくは任命された女性の元首の一覧に記載する。

## 一覧
- 斜字は代行。

| 氏名                                       | 肖像 | 国名                     | 職名         | 就任日         | 退任日         | 在任期間   |
| ------------------------------------------ | ---- | ------------------------ | ------------ | -------------- | -------------- | ---------- |
| シリマヴォ・バンダラナイケ                 |      | セイロン                 | 首相         | 1960年7月21日  | 1965年3月27日  | 4年249日   |
| インディラ・ガンディー                     |      | インド                   | 首相         | 1966年1月24日  | 1977年4月24日  | 11年90日   |
| ゴルダ・メイア                             |      | イスラエル               | 首相         | 1969年3月17日  | 1974年6月3日   | 5年78日    |
| シリマヴォ・バンダラナイケ                 |      | セイロン→ スリランカ     | 首相         | 1970年5月29日  | 1977年7月23日  | 7年55日    |
| エリザベート・ドミシアン                   |      | 中央アフリカ             | 首相         | 1975年1月2日   | 1976年4月7日   | 1年96日    |
| マーガレット・サッチャー                   |      | イギリス                 | 首相         | 1979年5月4日   | 1990年11月28日 | 11年208日  |
| マリア・デ・ルルデス・ピンタシルゴ         |      | ポルトガル               | 首相         | 1979年7月1日   | 1980年1月3日   | 186日      |
| インディラ・ガンディー                     |      | インド                   | 首相         | 1980年1月15日  | 1984年10月31日 | 4年290日   |
| ユージェニア・チャールズ                   |      | ドミニカ国               | 首相         | 1980年7月21日  | 1995年6月14日  | 14年328日  |
| グロ・ハーレム・ブルントラント             |      | ノルウェー               | 首相         | 1981年2月4日   | 1981年10月14日 | 252日      |
| ミルカ・プラニンク                         |      | ユーゴスラビア           | 首相         | 1982年5月16日  | 1986年5月15日  | 3年364日   |
| グロ・ハーレム・ブルントラント             |      | ノルウェー               | 首相         | 1986年5月9日   | 1989年10月16日 | 3年160日   |
| ベーナズィール・ブットー                   |      | パキスタン               | 首相         | 1988年12月2日  | 1990年7月6日   | 1年216日   |
| カジミラ・プルンスキエネ                   |      | リトアニア               | 首相         | 1990年3月17日  | 1991年1月10日  | 299日      |
| グロ・ハーレム・ブルントラント             |      | ノルウェー               | 首相         | 1990年11月3日  | 1996年10月25日 | 5年357日   |
| カレダ・ジア                               |      | バングラデシュ           | 首相         | 1991年3月20日  | 1996年3月30日  | 5年10日    |
| エディット・クレッソン                     |      | フランス                 | 首相         | 1991年5月15日  | 1992年4月2日   | 323日      |
| ハンナ・スホツカ                           |      | ポーランド               | 首相         | 1992年7月11日  | 1993年10月25日 | 1年106日   |
| タンス・チルレル                           |      | トルコ                   | 首相         | 1993年6月13日  | 1996年3月6日   | 2年267日   |
| キム・キャンベル                           |      | カナダ                   | 首相         | 1993年6月25日  | 1993年11月4日  | 132日      |
| シルヴィ・キニギ                           |      | ブルンジ                 | 首相         | 1993年7月10日  | 1993年10月27日 | 109日      |
| アガート・ウィリンジイマナ                 |      | ルワンダ                 | 首相         | 1993年7月18日  | 1994年4月7日   | 263日      |
| ベーナズィール・ブットー                   |      | パキスタン               | 首相         | 1993年10月19日 | 1996年11月5日  | 3年17日    |
| チャンドリカ・クマーラトゥンガ             |      | スリランカ               | 首相         | 1994年8月19日  | 1994年11月14日 | 87日       |
| レネタ・インジョワ                         |      | ブルガリア               | 首相代行     | 1994年10月17日 | 1995年1月25日  | 100日      |
| シリマヴォ・バンダラナイケ                 |      | スリランカ               | 首相         | 1994年11月14日 | 2000年7月10日  | 5年239日   |
| クローデット・ウェルレイ                   |      | ハイチ                   | 首相         | 1995年11月7日  | 1996年2月27日  | 112日      |
| シェイク・ハシナ                           |      | バングラデシュ           | 首相         | 1996年6月23日  | 2001年7月15日  | 5年22日    |
| ジャネット・ジェーガン                     |      | ガイアナ                 | 首相         | 1997年3月17日  | 1997年12月19日 | 277日      |
| ジェニー・シップリー                       |      | ニュージーランド         | 首相         | 1997年12月5日  | 1999年12月5日  | 2年0日     |
| アンネ・エンガー                           |      | ノルウェー               | 首相代行     | 1998年8月30日  | 1998年9月23日  | 24日       |
| イレナ・デグティエネ                       |      | リトアニア               | 首相代行     | 1999年5月4日   | 1999年5月18日  | 14日       |
| ニャムオソリン・トゥヤ                     |      | モンゴル                 | 首相代行     | 1999年7月22日  | 1999年7月30日  | 8日        |
| イレナ・デグティエネ                       |      | リトアニア               | 首相代行     | 1999年10月27日 | 1999年11月3日  | 7日        |
| ヘレン・クラーク                           |      | ニュージーランド         | 首相         | 1999年12月5日  | 2008年11月19日 | 8年350日   |
| マーム・マジョル・ボイ                     |      | セネガル                 | 首相         | 2001年3月3日   | 2002年11月4日  | 1年246日   |
| カレダ・ジア                               |      | バングラデシュ           | 首相         | 2001年10月10日 | 2006年10月29日 | 5年19日    |
| 張裳                                       |      | 韓国                     | 国務総理代理 | 2002年7月11日  | 2002年7月31日  | 20日       |
| マリア・ダス・ネヴェス                     |      | サントメ・プリンシペ     | 首相         | 2002年10月3日  | 2004年9月18日  | 1年351日   |
| アンネリ・ヤーテンマキ                     |      | フィンランド             | 首相         | 2003年4月17日  | 2003年6月24日  | 68日       |
| ベアトリス・メリーノ                       |      | ペルー                   | 首相         | 2003年6月28日  | 2003年12月15日 | 170日      |
| ルイサ・ディオゴ                           |      | モザンビーク             | 首相         | 2004年2月17日  | 2010年1月16日  | 5年333日   |
| ラドミラ・シェケリンスカ                   |      | 北マケドニア             | 首相代行     | 2004年5月12日  | 2004年6月12日  | 31日       |
| ラドミラ・シェケリンスカ                   |      | 北マケドニア             | 首相代行     | 2004年11月3日  | 2004年12月15日 | 42日       |
| ユーリヤ・ティモシェンコ                   |      | ウクライナ               | 首相         | 2005年1月24日  | 2005年9月6日   | 225日      |
| シンシア・A・プラット                      |      | バハマ                   | 首相代行     | 2005年5月4日   | 2005年6月22日  | 49日       |
| マリア・ド・カルモ・シルヴェイラ           |      | サントメ・プリンシペ     | 首相         | 2005年6月8日   | 2006年4月21日  | 317日      |
| アンゲラ・メルケル                         |      | ドイツ                   | 連邦首相     | 2005年11月22日 | 2021年12月8日  | 16年16日   |
| ポーシャ・シンプソン＝ミラー               |      | ジャマイカ               | 首相         | 2006年3月30日  | 2007年9月11日  | 1年165日   |
| 韓明淑                                     |      | 韓国                     | 国務総理     | 2006年4月19日  | 2007年3月7日   | 322日      |
| ユーリヤ・ティモシェンコ                   |      | ウクライナ               | 首相         | 2007年12月18日 | 2010年3月3日   | 2年75日    |
| ジナイダ・グレチャヌイ                     |      | モルドバ                 | 首相         | 2008年3月31日  | 2009年9月14日  | 1年167日   |
| ミシェル・ピエール＝ルイ                   |      | ハイチ                   | 首相         | 2008年9月5日   | 2009年11月11日 | 1年67日    |
| シェイク・ハシナ                           |      | バングラデシュ           | 首相         | 2009年1月6日   | 2024年8月5日   | 15年212日  |
| ヨハンナ・シグルザルドッティル             |      | アイスランド             | 首相         | 2009年2月1日   | 2013年5月23日  | 4年111日   |
| ヤドランカ・コソル                         |      | クロアチア               | 首相         | 2009年7月6日   | 2011年12月23日 | 2年170日   |
| セシル・マノロハンタ                       |      | マダガスカル             | 首相代行     | 2009年12月18日 | 2009年12月20日 | 2日        |
| カムラ・パサード＝ビセッサー               |      | トリニダード・トバゴ     | 首相         | 2010年5月26日  | 2015年9月9日   | 5年106日   |
| マリ・キビニエミ                           |      | フィンランド             | 首相         | 2010年6月22日  | 2011年6月22日  | 1年0日     |
| ジュリア・ギラード                         |      | オーストラリア           | 首相         | 2010年6月24日  | 2013年6月27日  | 3年3日     |
| イヴェタ・ラジチョヴァー                   |      | スロバキア               | 首相         | 2010年7月8日   | 2012年4月4日   | 1年271日   |
| ロサリオ・フェルナンデス                   |      | ペルー                   | 首相         | 2011年3月19日  | 2011年7月28日  | 131日      |
| シセ・マリアム・カイダマ・シディベ         |      | マリ                     | 首相         | 2011年4月3日   | 2012年3月22日  | 354日      |
| インラック・シナワット                     |      | タイ                     | 首相         | 2011年8月5日   | 2014年5月7日   | 2年275日   |
| ヘレ・トーニング＝シュミット               |      | デンマーク               | 首相         | 2011年10月3日  | 2015年6月28日  | 3年268日   |
| ポーシャ・シンプソン＝ミラー               |      | ジャマイカ               | 首相         | 2012年1月5日   | 2016年3月3日   | 4年58日    |
| アジャト・ジャロ・ナンディーニャ           |      | ギニアビサウ             | 暫定首相     | 2012年2月10日  | 2012年4月12日  | 62日       |
| アレンカ・ブラトゥシェク                   |      | スロベニア               | 首相         | 2013年3月20日  | 2014年9月18日  | 1年182日   |
| アミナタ・トゥーレ                         |      | セネガル                 | 首相         | 2013年9月1日   | 2014年7月8日   | 310日      |
| エルナ・ソルベルグ                         |      | ノルウェー               | 首相         | 2013年10月16日 | 2021年10月14日 | 7年363日   |
| ライムドータ・ストラウユマ                 |      | ラトビア                 | 首相         | 2014年1月22日  | 2016年2月11日  | 2年20日    |
| アナ・ハラ                                 |      | ペルー                   | 首相         | 2014年7月22日  | 2015年4月2日   | 254日      |
| エヴァ・コパチ                             |      | ポーランド               | 首相         | 2014年9月22日  | 2015年11月16日 | 1年55日    |
| フローランス・ギヨーム                     |      | ハイチ                   | 暫定首相     | 2014年12月20日 | 2015年1月16日  | 27日       |
| サーラ・クーゴンゲルワ                     |      | ナミビア                 | 首相         | 2015年3月21日  | （現職）       | 10年49日   |
| ナタリア・ゲルマン                         |      | モルドバ                 | 暫定首相     | 2015年6月22日  | 2015年7月30日  | 38日       |
| バシリキ・タヌー                           |      | ギリシャ                 | 暫定首相     | 2015年8月27日  | 2015年9月21日  | 25日       |
| ベアタ・シドゥウォ                         |      | ポーランド               | 首相         | 2015年11月16日 | 2017年12月11日 | 2年 + 25日 |
| アウンサンスーチー                         |      | ミャンマー               | 国家顧問     | 2016年4月6日   | 2021年2月1日   | 4年301日   |
| テリーザ・メイ                             |      | イギリス                 | 首相         | 2016年7月13日  | 2019年7月24日  | 3年11日    |
| アナ・ブルナビッチ                         |      | セルビア                 | 首相         | 2017年6月29日  | 2024年3月20日  | 6年265日   |
| メルセデス・アラオス                       |      | ペルー                   | 首相         | 2017年9月17日  | 2018年4月2日   | 197日      |
| ジャシンダ・アーダーン                     |      | ニュージーランド         | 首相         | 2017年10月26日 | 2023年1月25日  | 5年91日    |
| カトリーン・ヤコブスドッティル             |      | アイスランド             | 首相         | 2017年11月30日 | 2024年4月9日   | 7年160日   |
| ヴィオリカ・ダンチラ                       |      | ルーマニア               | 首相         | 2018年1月29日  | 2019年11月4日  | 1年279日   |
| ミア・モトリー                             |      | バルバドス               | 首相         | 2018年5月25日  | （現職）       | 6年349日   |
| ブリギッテ・ビアライン                     |      | オーストリア             | 首相         | 2019年6月3日   | 2020年1月7日   | 218日      |
| マイア・サンドゥ                           |      | モルドバ                 | 首相         | 2019年6月8日   | 2019年11月14日 | 159日      |
| メッテ・フレデリクセン                     |      | デンマーク               | 首相         | 2019年6月27日  | （現職）       | 5年316日   |
| ソフィー・ウィルメス                       |      | ベルギー                 | 首相         | 2019年10月27日 | 2020年10月1日  | 340日      |
| サンナ・マリン                             |      | フィンランド             | 首相         | 2019年12月10日 | 2023年6月20日  | 3年192日   |
| ローズ・クリスティアンヌ・オスカ・ラポンダ |      | ガボン                   | 首相         | 2020年7月16日  | 2023年1月10日  | 2年178日   |
| ヴィクトワール・トメガ・ドグベ             |      | トーゴ                   | 首相         | 2020年9月28日  | 2025年5月3日   | 4年217日   |
| イングリダ・シモニーテ                     |      | リトアニア               | 首相         | 2020年11月25日 | 2024年12月12日 | 4年17日    |
| カヤ・カッラス                             |      | エストニア               | 首相         | 2021年1月26日  | 2024年7月23日  | 3年179日   |
| フィアメ・ナオミ・マタアファ               |      | サモア                   | 首相         | 2021年5月24日  | (現職)         | 3年350日   |
| ロビナ・ナッバンジャ                       |      | ウガンダ                 | 首相         | 2021年6月21日  | (現職)         | 3年322日   |
| ナタリア・ガブリリツァ                     |      | モルドバ                 | 首相         | 2021年8月6日   | 2023年2月16日  | 1年194日   |
| ミルタ・バスケス                           |      | ペルー                   | 首相         | 2021年10月6日  | 2022年2月1日   | 118日      |
| ナジュラ・ブデン                           |      | チュニジア               | 首相         | 2021年10月11日 | 2023年8月2日   | 1年295日   |
| マグダレナ・アンデション                   |      | スウェーデン             | 首相         | 2021年11月30日 | 2022年10月18日 | 322日      |
| エリザベット・ボルヌ                       |      | フランス                 | 首相         | 2022年5月16日  | 2024年1月9日   | 1年238日   |
| リズ・トラス                               |      | イギリス                 | 首相         | 2022年9月6日   | 2022年10月25日 | 49日       |
| ジョルジャ・メローニ                       |      | イタリア                 | 首相         | 2022年10月22日 | （現職）       | 2年199日   |
| ベッツィー・チャベス                       |      | ペルー                   | 首相         | 2022年11月25日 | 2022年12月10日 | 15日       |
| ボリャナ・クリシュト                       |      | ボスニア・ヘルツェゴビナ | 首相         | 2023年1月25日  | （現職）       | 2年104日   |
| マヌエラ・ロカ・ボテイ                     |      | 赤道ギニア               | 首相         | 2023年2月1日   | 2024年8月16日  | 1年197日   |
| エビカ・シリニャ                           |      | ラトビア                 | 首相         | 2023年9月15日  | （現職）       | 1年236日   |
| ジュディス・スミンワ                       |      | コンゴ民主共和国         | 首相         | 2024年6月12日  | （現職）       | 331日      |
| ペートンターン・シナワット                 |      | タイ                     | 首相         | 2024年8月18日  | （現職）       | 264日      |
| ハリニ・アマラスリヤ                       |      | スリランカ               | 首相         | 2024年9月24日  | （現職）       | 227日      |
| クリストルン・フロスタドッティル           |      | アイスランド             | 首相         | 2024年12月21日 | （現職）       | 139日      |
| イザベル・ベロ＝アマデイ                   |      | モナコ                   | 国務大臣代行 | 2025年1月10日  | （現職）       | 119日      |
| マリア・ベンビンダ・レヴィ                 |      | モザンビーク             | 首相         | 2025年1月17日  | （現職）       | 112日      |
| サラ・ザアファラニ                         |      | チュニジア               | 首相         | 2025年3月21日  | （現職）       | 49日       |
| ブリギッテ・ハース                         |      | リヒテンシュタイン       | 首相         | 2025年4月10日  | （現職）       | 29日       |
| カムラ・パサード＝ビセッサー               |      | トリニダード・トバゴ     | 首相         | 2025年5月1日   | （現職）       | 8日        |